# Tania Dangalakova
Tania Bogomilova Dangalakova (Sofia, 30 de junho de 1964) é uma nadadora búlgara, campeã olímpica dos 100 metros peito nas Olimpíadas de Seul em 1988.
Depois de encerrar a carreira, se tornou Chefe Executiva da Confederação Búlgara de Natação.